# Операція Тен-Го
Операція Кікусуй I (яп. 菊水作戦, Kikusui Sakusen 1), дослівно Операція Хризантемна вода 1, більш відома як Останній похід «Ямато» — японська морська операція під час Другої світової війни, частина війни на Тихому океані, відбулася 6—7 квітня 1945 року. Являла собою самогубний вихід невеликої ескадри на чолі з найбільшим лінкором у світі — «Ямато». Мета операції — знищення спільно з бойовими вильотами камікадзе американських сил, що роблять висадку на Окінаві. Передбачалося відволікання палубної авіації американців на з'єднання «Ямато», в той час як камікадзе безперешкодно проводили б атаки. У разі успішного прориву ескадри до плацдарму передбачалося затопити «Ямато» на мілині й використовувати надалі як плавучу батарею, оскільки палива, виділеного на проведення операції, вистачало тільки на шлях в один кінець. Операція Кікусуй I відноситься конкретно до вилазки «Ямато», хоча вона часто відома як Операція Тен-Го (яп. Кюдзітай 天号作战, сіндзітай 天号作戦 Тен-го: сакусен), що було загальною назвою для всіх операцій японських камікадзе протягом усієї кампанії на Окінаві; кілька кораблів американської авіаносної групи зазнали помірних ушкоджень від атак повітряних камікадзе, збивши 100 японських літаків.

## Перед боєм
У квітні 1945 року Окінава стала мішенню останньої американської морської висадки в Другій світовій війні. Японці не мали жодних шансів захистити себе. Хоча японці чинили запеклий опір наступ повільно продовжувався.
У Токіо було вирішено направити до Окінави рятувальні морські сили. Побудовані на залишках Другого флоту, який був знищений у попередніх боях. Через це він був перейменований у Спеціальне ударне з'єднання.
Кораблі випливли 6 квітня 1945 року о 16:00. Ціллю з'єднання були переважною кораблі ВМС США, знищення десантного флоту та артилерійська підтримка операції на березі. Крім того, піхота що була на кораблях, яка після осадки кораблів на мілині, мала бути висаджена на берег для атаки американських наземних сил з тилу. Тому кораблі взяли запас палива на рейс всього лише в один бік. Японське командування вважало, що група кораблів має достатню силу артилерійського вогню і маневровість, щоб захиститися перед авіаційними атаками. У випадку конфронтації з лінійними кораблями супротивника гармати головної артилерії «Ямато» повинні були з безпечно великої відстані їх знищити.

## Військові сили

### Японія
З бази Токуяма на острові Хонсю з'єднання вирушило під командуванням віцеадмірал Сейіті Іто в складі:
- лінкор «Ямато»
- легкий крейсер «Яхагі»
- 8 есмінців
  - «Асасімо»
  - «Фуюцукі»
  - «Хамакадзе»
  - «Хацусімо»
  - «Ісокадзе»
  - «Касумі»
  - «Судзуцукі»
  - «Юкікадзе»

### США

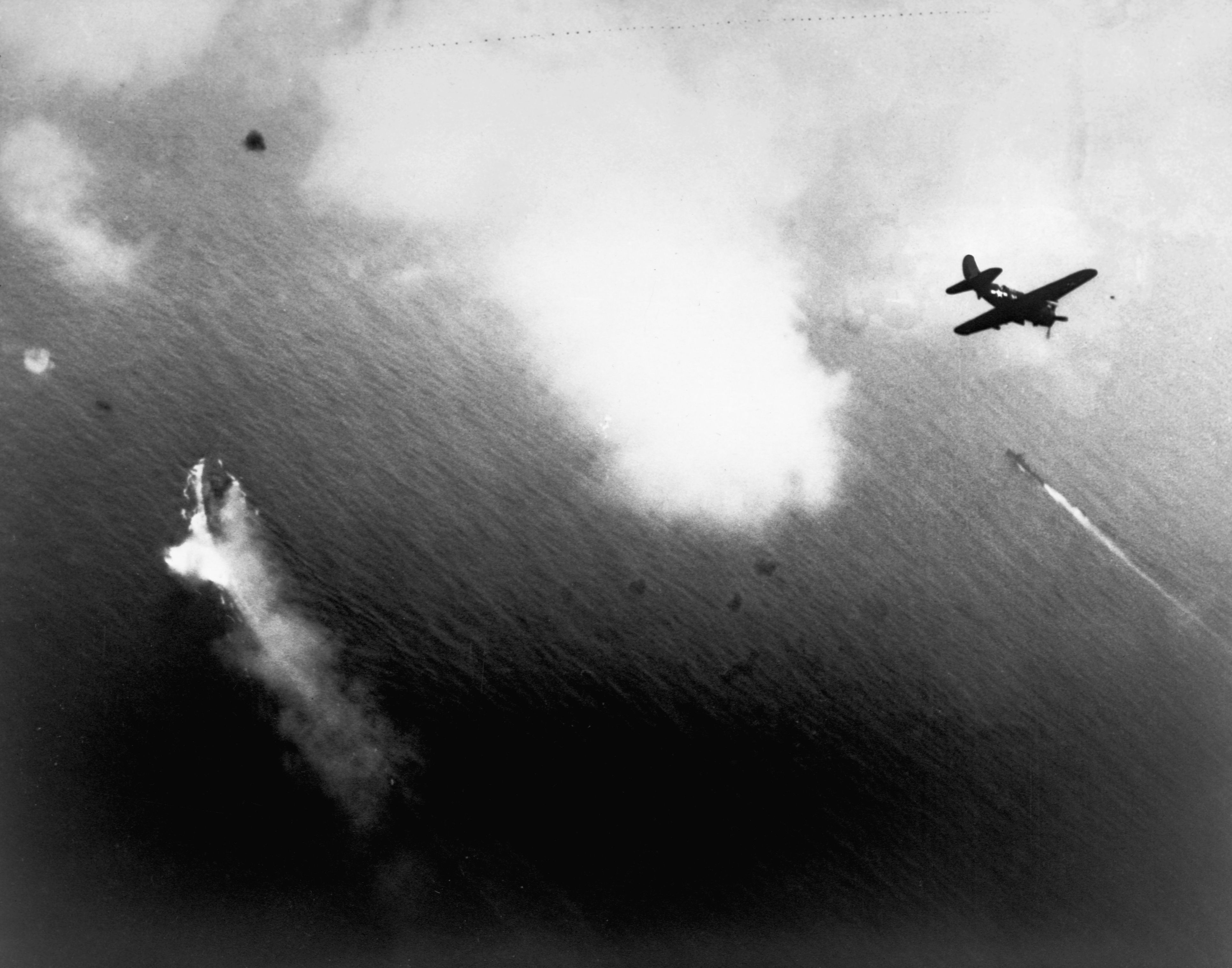
Американські «Корсари» атакують «Ямато»

До складу американської тактичної 58 групи під командуванням Марка Мітшера входили наступні авіаносці:
- USS «Hornet»
- USS «Bennington»
- USS «Belleau Wood»
- USS «San Jacinto»
- USS «Essex»
- USS «Bunker Hill»
- USS «Hancock»
- USS «Bataan»

У випадку невдачі захисту за допомогою авіації повинні були підійти на допомогу лінкори контрадмірала Дейо:
- USS «Massachusetts»
- USS «Indiana»
- USS «New Jersey»
- USS «South Dakota»
- USS «Wisconsin»
- USS «Missouri».

## Бій

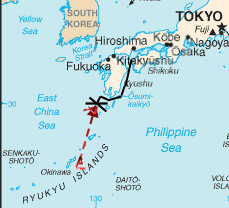
Карта операції «Тен-Го», шлях японської ескадри (чорна лінія), американських авіаносців (червона лінія)

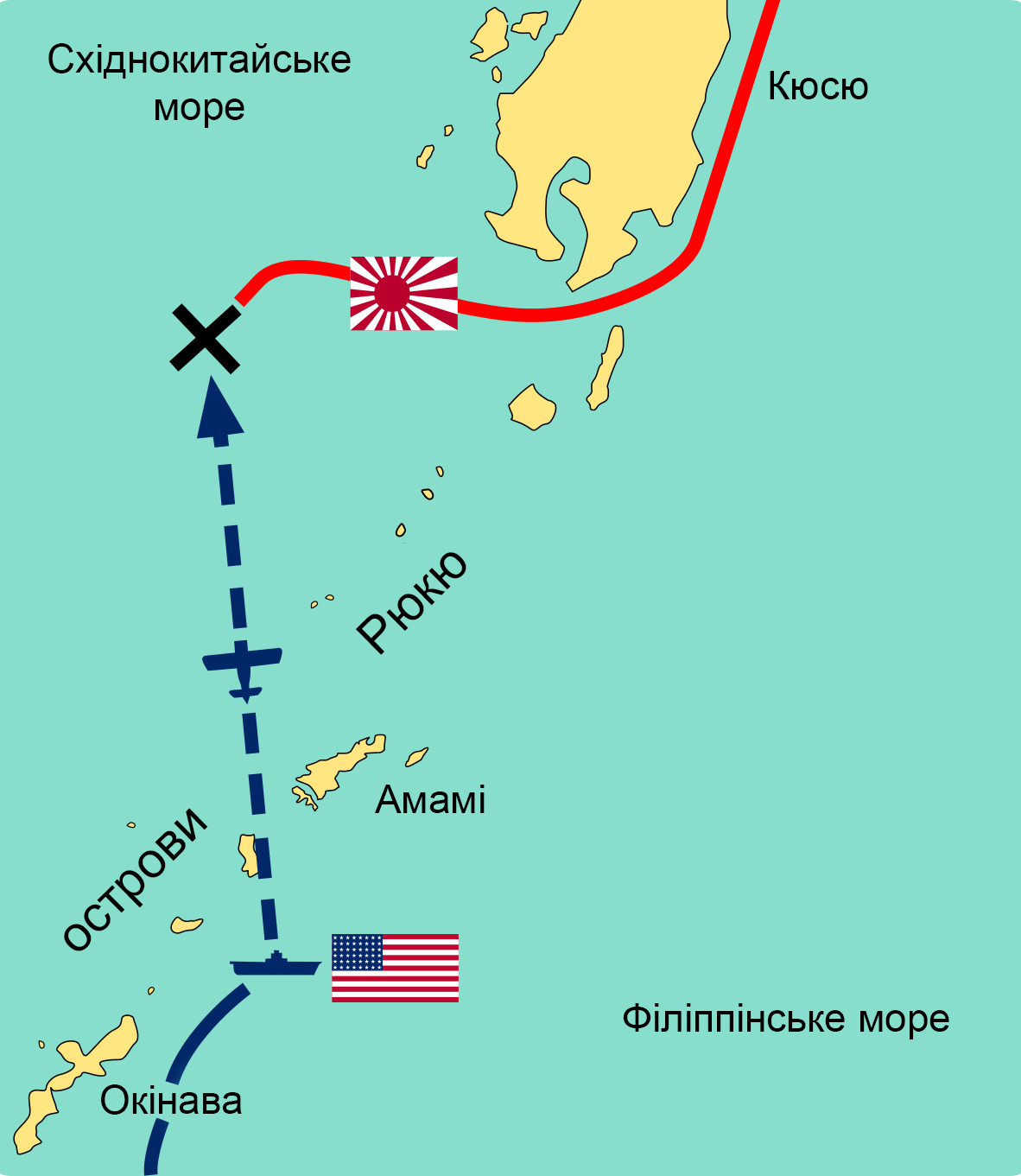
Останній похід «Ямато». Схема.

Через 1 годину 40 хвилин після виходу ескадра була помічена американськими підводними човнами, а вранці 7 квітня і розвідгрупою зі складу 58-го ударного авіаносного з'єднання. Спочатку американці збиралися пропустити з'єднання як можна далі на південь і лише потім атакувати. З 9:15 ранку група з 16 американських винищувачів почала здійснювати постійне стеження за ескадрою. Американці були настільки впевнені в перемозі, що передавали повідомлення про переміщення японців відкритим текстом.
Об 11:15 японська ескадра несподівано повернула на південний схід, і, побоюючись, що японці йдуть зовсім не до Окінави, і, не бажаючи упустити таку ласу здобич, американці прийняли рішення атакувати. Перші групи літаків з авіаносців 58-го ударного з'єднання, яке знаходилося приблизно в 300 милях від ескадри, почали зліт ще о 10 годині. Ударна група для знищення японської ескадри налічувала 280 літаків, з яких 98 були торпедоносцями «Авенджер». Де-факто в атаці взяло участь 227 машин, ще 53 просто «заблукали» і не знайшли цілі. Крім цього ще 106 літаків вилетіли для ударів по ескадрі, але спізнилися узяти участь у бою.

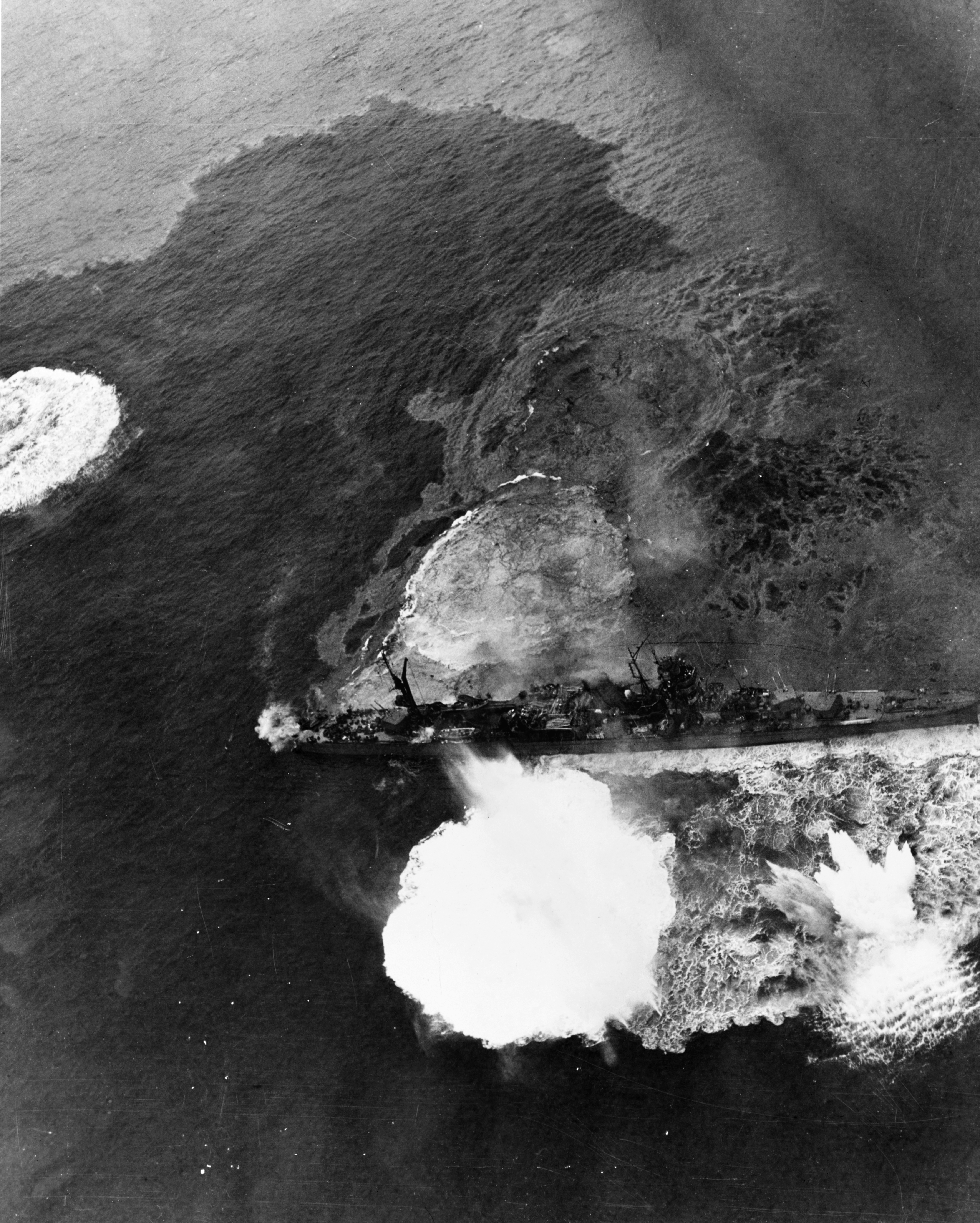
«Яхагі» під інтенсивним ударом бомб та торпед

Перша атака на лінкор почалася о 12:20, в ній взяло участь до 150 літаків. У цей час ескадра йшла зі швидкістю у 24 вузли і вела вогонь з усіх гармат, включаючи 18-дюймовку «Ямато». Перші американські атаки були спрямовані проти кораблів, що йшли першими в ордері , — есмінця «Хамаказе» і крейсера «Яхагі». Есмінець затонув вже після попадання перших торпед. Під час цієї атаки у «Ямато» потрапило 3-4 авіаційні бомби, які пошкодили ряд 127-мм гармат і зенітних установок, а також вивели з ладу пост управління вогнем середнього калібру. О 12:41 за японськими даними лінкор отримав ще 2 попадання бомб поблизу грот-щогли, в результаті чого була виведена з ладу РЛС типу «13». Водночас, за японськими даними, лінкор отримав попадання 3—4 торпед, хоча достовірними виглядають лише 2 влучання, обидва в лівий борт. Пошкодження від торпед призвели до значних затоплень, особливо в зовнішньому машинному відділенні лівого борту, у лінкора з'явився крен у 5—6 градусів, який в результаті контрзатоплення вдалося зменшити до 1 градуса.

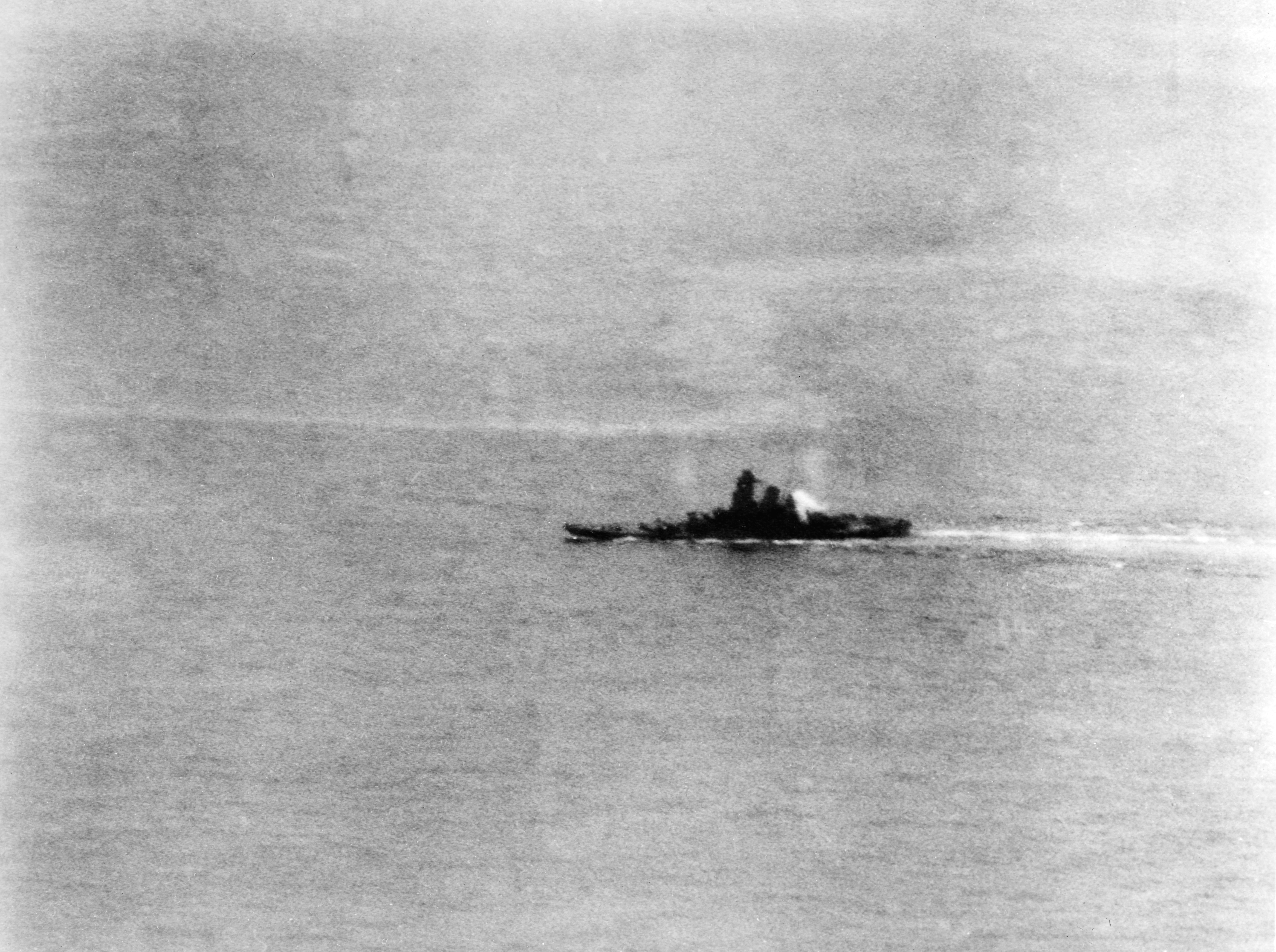
«Ямато» під вогнем

Друга хвиля атаки почалася о 13 годині. У цей час «Ямато» йшов зі швидкістю 22 вузли. Американські пілоти, опинившись під щільним вогнем, застосовували вельми ефективну тактику. Заходячи з носа лінкора і переводячи літаки в пологе пікірування, вони стріляли з бортової зброї, намагаючись рухатися зигзагами, не залишаючись на одному курсі. Японські засоби ППО просто не встигали за ними (вони відрізнялися недостатньою швидкістю горизонтальної й вертикальної наводки). Крім цього, японські наводчики були пригнічені кількістю американських літаків, що також позначалося на ефективності їх дій. Цього не заперечували й учасники останнього бою лінкора, які залишилися в живих.
Приблизно 50 літаків, що брали участь в атаці, не добилися бомбових влучень у «Ямато». Але з 20 торпедоносців, що атакували лінкор, як мінімум 4 змогли вразити ціль (3 торпеди в лівий борт, 1 в правий). В результаті торпедної атаки корабель отримав крен в 15-16 градусів, швидкість судна впала до 18 вузлів. Контрзатопленням знову вдалося зменшити крен, цього разу до 5 градусів, надходження забортної води було взято під контроль. В результаті торпедної атаки вийшла з ладу допоміжна рульова машина, було пошкоджено електрообладнання, вийшла з ладу частина артилерії. Стан лінкора ще не був критичним, але резерви живучості і стійкості вже були на межі.

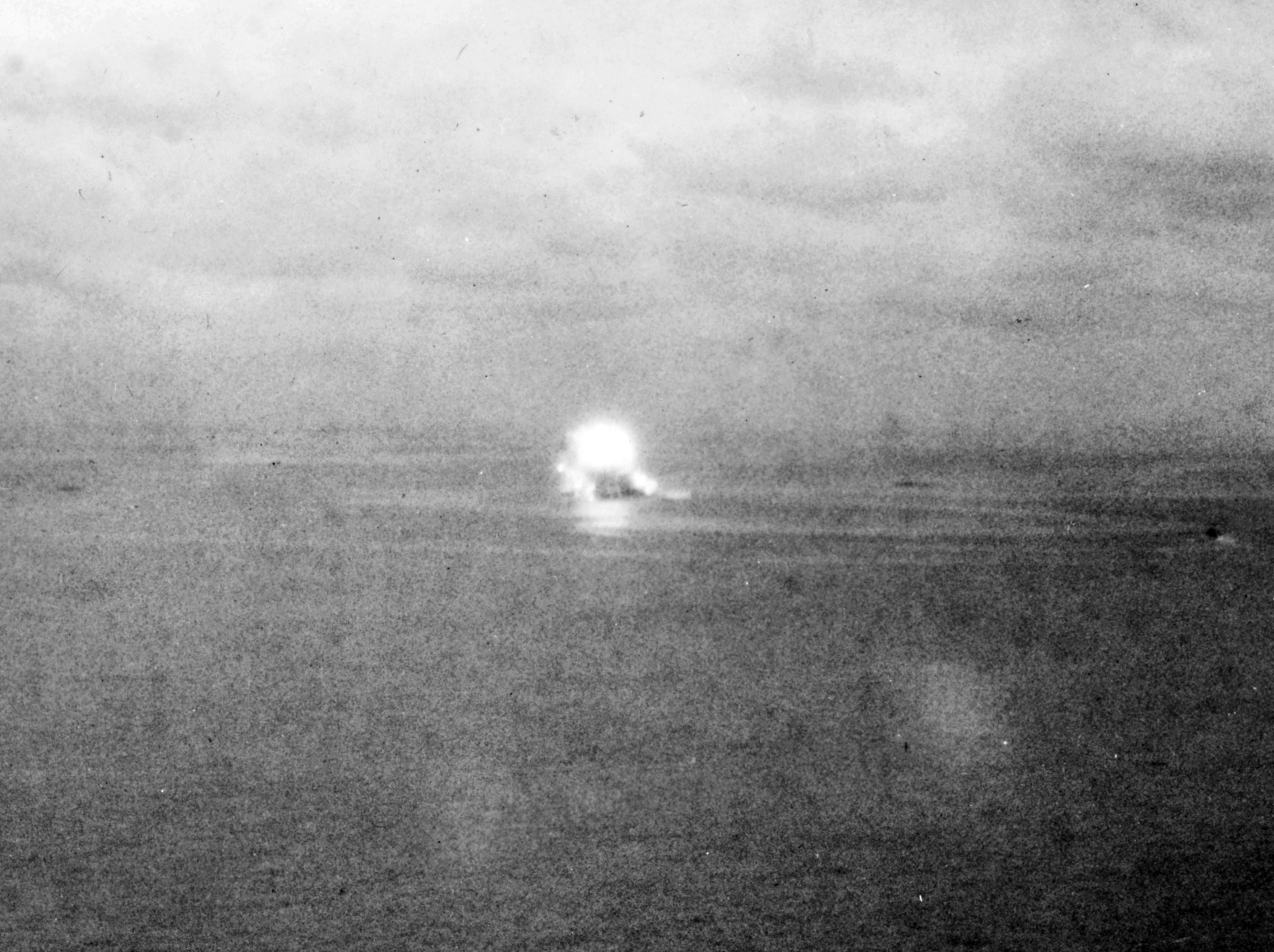
Вибух «Ямато»

О 13:45 розпочалася остання атака на поранений лінкор, в ході якої «Ямато» вразили, щонайменше, 4 торпеди, знову здебільшого в лівий борт (1 у ПБ, 2—3 у ЛБ). Також у лінкор потрапило кілька авіаційних бомб, які призвели до сильних руйнувань в середній частині корпусу, практично зруйнувавши всю зенітну артилерію, що знаходилася тут. Швидкість судна впала до 12 вузлів. У цей час на лінкорі працював лише один гребний вал, а незабаром матросами були залишені і затоплені всі котельні відділення. Корабель відразу ж втратив хід, його крен на лівий борт знову досяг 16 градусів. Великі втрати особового складу і вихід з ладу центрального поста боротьби за живучість позбавили екіпаж можливості вести боротьбу за порятунок судна.
Лінкор намагалися прикрити есмінці ППО «Юкіказе» і «Фуютсукі», лише ці два кораблі виконували своє завдання до кінця, володіючи значною швидкістю і зумівши уникнути серйозних пошкоджень. У цей час лінкор вже агонізував, крен на лівий борт досяг 26 градусів, жодна зі 127 протимінних або зенітних гармат не могла вести вогонь, як і більшість зенітних автоматів. Вийшли з ладу кермовий пристрій і засоби зв'язку.

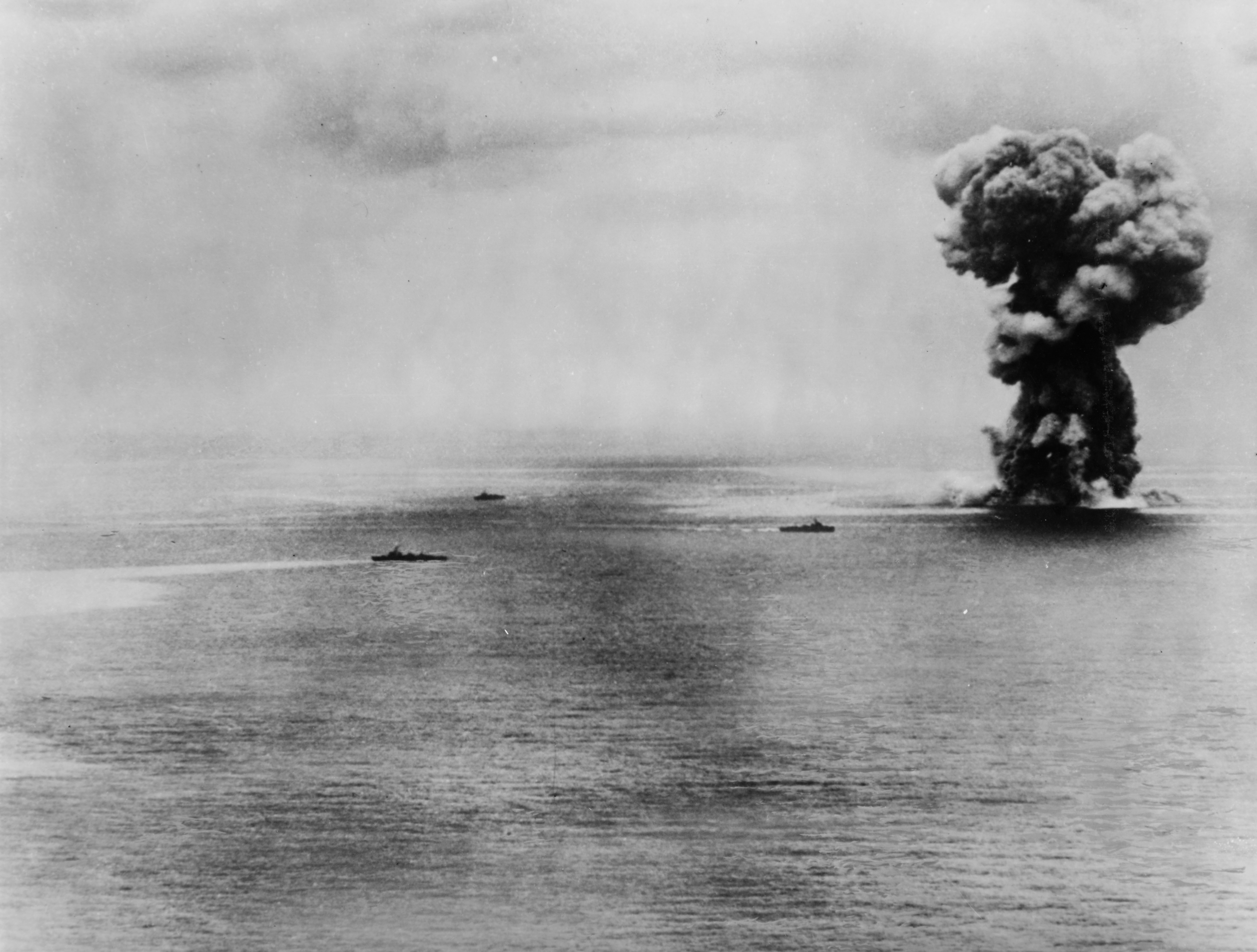
Через декілька хвилин після вибуху «Ямато»

У той момент, коли «Ямато» завалився на борт з креном у 80 градусів, пролунав жахливої сили вибух. Потужність була така, що його відблиск бачили на кораблях американської ескадри, що знаходиться в декількох десятках миль від місця бою. Стовп диму піднявся на висоту в 6 км і нагадував за формою ядерний вибух, висота полум'я досягла 2 км. Причина вибуху могла бути лише одна — детонація порохових погребів головного калібру (близько 500 т вибухівки), при цьому, що саме спровокувало вибух, невідомо.
Разом із кораблем загинули 2498 членів екіпажу, включаючи командира ескадри і капітана судна. Всього ж в битві, крім лінкора, були потоплені 4 есмінці і крейсер, а загальна кількість загиблих досягла 3665 осіб. В останньому бою «Ямато» збив 5 літаків та пошкодив 20, все з'єднання знищило 10 літаків: 4 пікіруючих бомбардувальника, 3 торпедоносця і 3 винищувача. Всього в «Ямато» потрапило близько 10 торпед з 270 кг. «Торпекса» (еквівалент 400 кг. ТНТ) і 13 авіаційних бомб по 250 кг.